# 櫻茉日
櫻 茉日（さくら まひる、生年未公表）は、日本のAV女優、元グラビアアイドル。バンビプロモーション所属。別名義に堀北 実来（ほりきた みくる）。

## 略歴
2021年に櫻まひる名義でグラビアアイドルとしてデビュー。2022年に櫻茉日（読みは同じ）名義でAV女優に転向。当時のプロフィールは2000年3月3日生、O型。スリーサイズはB:101(J) - W:58 - H:90、事務所はオールプロ所属だった。
2023年9月1日、事務所をバンビプロモーションへの移籍し、堀北実来（ほりきた みくる）へ改名したことを自身のTwitterで発表した。
2024年9月14日、芸名を再び櫻茉日に戻して活動することをSNSにて報告。
同年12月に主演映画『エツコ・ブランニュー・デイ』が公開された。
2025年5月には『TREND GIRLS撮影会2025』に参加。ジーンズ生地ベースのビキニ姿が「美肌映える」と報道された。
2025年6月13日、バンビプロモーション退所を発表。芸名をさくらみくるへと改める。

## 人物
- 趣味は漫画、アニメ、猫と遊ぶ、特技はクラリネット[9]。
- 胸のサイズはJカップ[10]。ただし、2023年11月時点の事務所公式プロフィールではIカップとされている[1]。
- 巨乳評論家の杜哲哉は「大きいのに張りがあり、乳首の乳輪のバランスもいい一級品」[11]。週刊プレイボーイ編集部ハマノは「特筆すべきは感度の良さ」と評論している[11]。AVライターの東風克智は「秒イキの天才」と二つ名を授けている[12]。

## 作品

### アダルトビデオ

#### 櫻茉日 名義
- 受け継がれる〝J〟の意思 OPPAI専属 JcupグラビアアイドルAVデビュー （7月19日、OPPAI）[11]
- 敏感なのに更に性感開発で連続イキ128回! 大絶頂アクメ3本番 （8月19日、OPPAI）
- 巨乳女教師の誘惑 （9月19日、OPPAI）
- 高級ランジェリー回春エステ ねっとりパイズリ性感連射フルコース 櫻茉日（10月18日、OPPAI）

- 親友からこっそり彼氏を寝取る巨乳でエッチな痴女お姉さん（2月21日、OPPAI）
- Jカップグラビアアイドル中出し解禁 痙攣潮吹き生ハメ体験ドキュメント 櫻茉日（4月18日、OPPAI）
- 爆乳キメセク潮吹き絶頂 彼氏が居るすぐ隣で整体師に寝取られて… 櫻茉日（4月18日、Fitch）
- 出張先で大嫌いな上司と相部屋でおっぱいハラスメントをされて… 乳イキ早漏ボディ化した爆乳社員の中出し輪姦パーティー 櫻茉日（5月16日、OPPAI）
- 妻が帰省した暑い夏の7日間、俺になつかない発育しきった連れ子を『お父さん大好き』と言うまで巨乳を揺らし汗だくでヤリ狂った性交記録 櫻茉日（5月16日、Fitch）
- スペンス乳腺開発クリニックSpecial 櫻茉日（6月20日、OPPAI）
- 無自覚なJcup着衣巨乳は痴漢師ホイホイ 即効性媚薬を仕込まれ車内は潮吹き大洪水も終点が閑散駅の電車では誰も助けてくれない… 櫻茉日（6月20日、E-BODY）
- 【4K撮影】Jcup乳首開発ポルチオ超え乳首アクメ 櫻茉日（8月10日、Materiall）
- 執拗なお触りを断れず中出しSEXを許してしまう爆乳若妻メンズエステ 櫻茉日（10月24日、ROYAL）
- SNSで見つけた制服女子と初めてエッチするためラブホに来たら… 想像以上の敏感爆乳で何度もイカせて何度も中出ししちゃいました 櫻茉日（11月14日、クリスタル映像）
- 僕のセフレはちくび責めと全身ペロペロ愛撫が大好物!! 櫻茉日（12月20日、プラネットプラス/七狗留）
- 一流百貨店に勤務する清楚で品格漂う美容部員さんが童貞君とくちSEX! キス未経験男子に唇が素敵なキス好き女子がDキス、舌吸い、舌挿入、舌激ピストン! 顔中よだれまみれで恍惚絶頂! 下のお口も濡れ濡れになってま●こでも生中童貞筆おろし!!（12月22日、赤面女子）※「まひる」名義

- 肉厚な身体に埋もれたM男を逝き果てさせる射精マニア 櫻茉日（1月9日、BALTAN）
- 婚約者の姉はJカップ巨乳と中出しOKでボクを誘惑性交! 櫻茉日（1月26日、h.m.p）
- 家政婦は脱いだ 恥辱の全裸ご奉仕 櫻茉日（2月13日、JET映像）
- オイルマニア 櫻茉日（2月20日、プラネットプラス/七狗留）
- イチャラブお泊まりスイートルーム 櫻茉日（2月22日、月刊彼女）
- 一切刺激を与えず焦らし続けたパツパツ亀頭を猛攻責め（2月27日、SEX Agent/妄想族）
- イチャラブカップルの囁き乳首責め手コキ（3月26日、SEX Agent/妄想族）
- 唾液が口から溢れて滴り落ちるフェラチオ（3月26日、SEX Agent/妄想族）
- ヒロインを倒せ! ボクの考えた究極怪人 お下劣AI怪人オハズカシメンVS魔法美少女戦士フォンテーヌ（12月27日、GIGA）

- 緊縛調教妻 結婚の挨拶で会った義父は風俗時代の客だった!! 弱みを握られ縛り犯され悶え哭く巨乳妻 櫻茉日（3月11日、グローバルメディアアネックス）
- 一人暮らしを始めた弟の部屋で巨乳の姉が谷間で誘う筆おろし（3月28日、TMA）

#### 堀北実来 名義
- 爆発奥さん Jカップ妻の我慢の限界、ズブ濡れハメ潮エクスタシー 抑圧された性欲の爆発映像 堀北実来（11月7日、桃太郎映像出版）

- 妻が妊娠して帰省中、家事手伝いに来た 義妹に種付けSEXをしてしまった義兄 堀北実来（1月30日、熟女はつらいよ/熟女卍）
- 中出し露天温泉 エロい体つきの淫乱潮吹きお姉さん（2月9日、ま○こ銀行）
- チン媚びご奉仕孕ませメイド 五日市芽依 堀北実来（2月23日、TMA）
- マゾ乳中出し Gカップ 堀北実来（2月27日、ゲインコーポレーション）
- 毎日ヤリモクナンパされるJカップの20歳フリーター みくる (20)（2月27日、First Star）
- 絶対的美少女連続なま中出し。みくるchan（3月5日、バビロン/妄想族）
- 彼女に内緒で彼女の母ともヤってます… 堀北実来（3月12日、JET映像）
- 「一般男性のみなさん! 私をイカせまくって下さい!」 ～街頭で見つけた素人男性に壊れるほどイカされまくったSEXドキュメント～ 3 堀北実来（3月12日、セレブの友）
- ガチナンパ! 性交報酬100万! 清楚な女子アナ! 初逆ナンパに挑戦! ホントはチ○ポが大好きだった!? 合計20発射で黒歴史確定!（3月15日、ピーターズ）※配信作品「高橋アナ」(ENDX-477)を収録。
- シロウト女子図鑑 真正中出しナンパ! 凄腕ナンパ師のHOWtoトークを完全収録! タダマン狙う男のバイブル! 【4人収録全員クソエロかわいい保証】（3月22日、赤面女子）
- 人妻さんいらっしゃい 僕の自宅でハメ狂った熟女さんをひっそりすべて盗撮しました。15 凛さん/Gカップ/31才/年下好きで絶倫肉食系のスレンダー女社長妻 花音さん/Iカップ/32才/イタイケな若い男子を喰いまくるピアノ講師妻（3月26日、お持ち帰り/熟女卍）
- ヤレるとウワサのJ系リフレ 盗撮 & ハメ撮り 制服美少女 みくる・ちか（3月27日、First Star）
- 野外露出巨乳痴女! 男を誘惑し逆ナン食い漁りヤリたい放題! 堀北実来（4月2日、グローリークエスト）
- 中出しの快楽に堕ちた妻 堀北実来（4月9日、タカラ映像）
- M男推奨! 最高級の痴嬢がご奉仕する 痴女風俗マンション 堀北実来（4月9日、ROOKIE）
- ドラレコNTR 33 車載カメラは見ていたねとられの一部始終を（4月9日、JET映像）
- いじめられたい金髪ギャル 25 金髪お姉ちゃん 金髪のお姉ちゃん あんたのカラダは犯罪だよ… 実来（4月11日、プラム）
- 愛カップと一日限り野外羞恥に生ハメ旅行（4月12日、MERCURY）
- 現役キャビンアテンダントの皆さん! 童貞君の筆おろし「おもてなし」してくれませんか? 素股という言葉を知らない別世界の住人に包茎ち○ぽ擦りつけてそのままヌルンッ! 屈辱メス堕ちした空の女神にドピュドピュ生中出し! 巨乳CAに本中出しスペシャル（4月12日、赤面女子）
- 噂のアイドル女子校生はムッチムチ肉感爆乳でおじさんを誘惑する小悪魔痴女 堀北実来（4月16日、デジタルアーク）
- 彼女なら彼氏のチ〇ポ当てられるはず!? ずらっと並んだ肉棒から彼チンを選んでフェラ抜き射精ゲーム!  間違えれば彼氏の前でぶっかけ生中出しNTR（4月16日、はじめ企画）
- 感じすぎていっぱいおもらしごめんなさい… 47 堀北実来（4月23日、セレブの友）
- 「常に性交」ビキニマッサージ12 Gカップ超えの楽園果実ボディ美女たちと癒されつくす! 濡れだく密着スパ編 堀北実来 九井スナオ 千鶴えま 沙優七羽（4月25日、SODクリエイト）
- 卑猥ハメ撮り3P NO.02（4月27日、MERCURY）
- 死ぬまでずっと乳首をイジられたい、乳首だけでイキ狂う変態性癖女 堀北実来（5月1日、OFFICE K’S）
- 初めてのセンズリ鑑賞に興奮しちゃった素人娘 3（5月1日、OFFICE K’S）
- 本気の白濁マン汁を垂れ流してイキまくる!! 素人娘のおま〇こズボズボ指オナニー 7（5月1日、OFFICE K’S）
- 隠しきれないあざと巨乳っ娘 大好きなデカチンでハメ潮SEX 堀北実来（5月7日、S-Cute）※配信作品『みくる』(scute1447)のDVD版。
- 巨乳女子プロレスラー実来 痛恨の危険日直撃! 連姦中出しデスマッチ!!（5月9日、ROCKET）
- 制服女子〇生を自宅に連れ込み隠し撮り! 彼氏もちの激カワJ〇をどうしてもヤリたい! ガチ口説き倒して絶対内緒のSEX ～登校前におかわりH!!（5月15日、ピーターズ）
- 欲求不満が爆発して どすけべ美巨乳妻がマンションの両隣の男達と不倫 デカ乳を揺らしてイキまくる 堀北実来（5月21日、カルマ）
- 一般男女モニタリングAV 女子大生限定! 固定バイブでドミノ倒しチャレンジ! 快感に耐えて制限時間以内にクリアできたら賞金100万円! うねりが止まらないバイブに思わず痙攣イキ連発でタイムオーバー! 感度があがったJDオマ○コに罰ゲームのデカチン即ハメ! 即のけぞり絶頂! 全員中出し!（5月21日、DEEP'S）
- 巨乳デリヘル Gカップ 堀北実来（5月28日、ゲインコーポレーション）
- 素人おま○こくぱぁ観察2輝くビラビラが透けて見えそうなほど4Kカメラ超接写至近距離で照れイキオナニー30ま○こ5時間（5月28日、S級素人）
- 完全プライベート映像 IカップのSUPERボディと癒しのSSS性格・堀北実来ちゃんと初めての二人きりお泊まり（6月4日、パコパコ団とゆかいな仲間たち/妄想族）
- 悪徳出張エステの餌食になった爆乳妻 依存性の高いとろっとろの媚薬を大きなおっぱいに塗り付けられる快楽にハマって連日中出し懇願 堀北実来（6月4日、ミセスの素顔/エマニエル）
- 辛抱堪らん 義理の娘でもおじさんは 堀北実来（6月11日、タカラ映像）
- 「おっぱいで悶絶してるキミの顔ずーーっと見ててあげる。」 見つめ合いイチャサドパイズリで焦らされ同棲生活 堀北実来（6月11日、BALTAN）
- 仲良しW巨乳美女の露天温泉男喰い（6月14日、ま○こ銀行）
- 隣人妻の淫らな恩返し スケ透けのノーブラ姿で誘惑されて… 堀北実来（6月18日、アクアモール/エマニエル）
- 「顔を見るのもおぞましい!」 大嫌いなデカちん変態エロ上司に死ぬほどイカされる美人OLレイプ動画 4（6月18日、カルマ）
- 残酷ミラーゲームに負けるとエロ罰ゲーム あじわった事のないデカチンで清楚な若妻達が隣に旦那がいる状態でもおかまいなしで中出しSEX! なんとオカワリしてきた若妻も!! 12（6月18日、はじめ企画）
- 街中ゲリラナンパMM便15周年! 顔出し解禁! 3分前まで女子○校生! ～2024年～ 卒業式直後に初めての素股編 総勢20人全員SEXスペシャル! マジックミラー便 ギンギンに勃起したち○ぽを赤面まんコキ! 恥じらいながらも濡れてしまった10代うぶオマ○コにヌルっと挿入で激イキ絶頂!!（6月18日、DEEP'S）
- 涙のノンストップ激イカせSEX 43 堀北実来（6月25日、セレブの友）
- 濃厚ベロキス焦らしローション手コキ（6月25日、SEX Agent/妄想族）
- 金玉アナル舐めまくり! M男を辱めるペロリン羞恥責め（6月25日、SEX Agent/妄想族）
- 美巨乳な痴女姉が弟を誘惑して最高の筆おろし（6月28日、TMA）
- AVを大音量で観ていたら隣家の美人妻がクレームを言いにきたのでフル勃起したデカチンを見せつけると欲情していたので 留守番してる旦那に奥さんの絶頂ボイスを聞かせてあげた件 12（7月2日、変態紳士倶楽部）
- 巨乳デリヘル呼んだら地味で冴えない部下がやって来た… 弱みを握ってまさかの生ハメ確定 今日からおまえは俺の中出し専用玩具 堀北実来（7月4日、MILK）
- 存在無視! 気づかれないオフィス 葵百合香 堀北実来 紺野みいな（7月11日、ROCKET）
- 近親夜這いじゃぁ 生中出し 5 (撮り下ろし)（7月11日、プラム）
- 出張パーソナルトレーニングのインストラクターにデカチン見せつけセックス交渉 ストイックなアスリート程性欲旺盛で鍛えられたマ〇コは締め付け抜群という巷の噂が本当なのか検証します!（7月11日、アイエナジー）
- 素人バラエティ 街行く女子〇生がおしっこ我慢中に‘固定電マ’ツイスターゲーム! 羞恥ポーズで敏感おま〇こを刺激され恥じらいお漏らし痙攣イキ!! 人生初のメス堕ちSEX!!（7月11日、サディスティックヴィレッジ）
- 巨乳人妻によるギンギンの童貞君を優しく筆おろし「本当に私でいいのかしら?」 9（7月12日、ま○こ銀行）
- 熟女限定 熟女が部屋にやって来た お持ち帰り盗撮 そのままAV発売へ 68 欲求不満妻たちの待ちきれなかった肉棒挿入編（7月16日、熟女バンク/熟女卍）
- 罠にハマった強気なランジェリー美嬢に激ツキ拘束逝かせ 堀北実来（7月23日、ミル）
- ノーハンドフェラは奴隷の証! 12 手を使わずにフェラチオする11人の素人娘（7月23日、かぐや姫Pt/妄想族）
- 羞恥! 彼氏連れ素人娘をマシンバイブでこっそり攻めまくれ! 25 素人 VS マシンバイブ 激安居酒屋にマジックミラー特設スタジオを設置 新人研修で1日中パンプスを履いて蒸れた美脚のOLがガクプルで耐えるガニ股ピストン編（7月25日、サディスティックヴィレッジ）
- 人妻ナンパ即パコ不倫 夜の街を徘徊する妻たちの実態。（7月26日、h.m.p）
- 乳首イキするIカップ巨乳中出し生セフレ みくる（8月2日、SUKESUKE）
- 一般男女モニタリングAV 巨乳の先輩女子マネージャーさん 合宿中の混浴で後輩部員の童貞チ○ポをノーハンドフェラで早漏改善してくれませんか!? 暴発大量射精→即フル勃起! 元気すぎる男子部員チ○ポを放っておけない女子マネはそのまま筆おろしセックス! 暴発 & 中出し総発射18発!（8月6日、DEEP'S）
- 隠れ家宿で野外露出中出しデート 堀北実来（8月13日、セレブの友）
- ザ・乱暴 弱き者汝の名は女なり 堀北実来（8月13日、ながえSTYLE）
- 言葉巧みに催淫オイルと性的なツボを刺激しと～ってもHになっちゃった巨乳娘を弄ぶデカちんマッサージ師の記録 Part.4（8月20日、カルマ）
- ぶっかけ肉感デカ尻秘書は乳首ビンビンにして社員を誘惑する淫乱痴女 堀北実来（8月27日、WEEKENDER）
- 乳首オナニーでイク15人の女たち! Vol,2 ～ビンビン『乳首』で極限状態にイキ狂うド淫乱女優たち!!（8月27日、セレブの友）
- 個人撮影会で素人モデルさんとセックスする方法教えます。写真マニアの流出映像集!（8月27日、セレブの友）
- セクハラママさんバレー! 10 ハイレグブルマ姿の人妻10人が挑む過酷なエロトレーニング（9月17日、かぐや姫Pt/妄想族）
- 妄想アイテム究極進化シリーズ マネキン化スプレー リメイク（9月12日、ROCKET）
- アナルのシワの数までハッキリわかる! ノーモザイク連続絶頂アナル見せオナニー 28（9月26日、アイエナジー）
- ねぇ人妻は嫌い? 大好き? 勃起する? 誘惑上手な若妻さん エッチなカラダが久しぶりのチ○ポに喜び腰をフリまくりイクッ!（9月26日、SWITCH）
- 巨乳少女羞恥電車 発育した胸を変態性癖で汚しまくれ!（9月26日、ナチュラルハイ）
- 倉庫勤務中でも拒めずやらせてくれる地味巨乳パート妻は騎乗位になると物凄いこねくり腰で中出しをせまるエロ狂いに豹変 2（9月26日、ナチュラルハイ）
- 巨乳でちょっぴりSな痴女義姉が誘惑してくる筆おろし近親相姦（9月27日、TMA）
- 子育てに励むママ友同士の巨乳奥様! 「Wデカパイ授乳手コキさせてくれませんか!?」 おっぱいたわわな奥様2人の迫力授乳プレイww チュパチュパおっぱい吸われて若妻発情! 大暴発しちゃう童貞ち○ぽに夢中になってそのままW巨乳爆揺れ生ハメ筆おろしナマ中出しSP（10月11日、赤面女子）
- 素人妻ナンパ全員生中出し5時間セレブDX 95（10月15日、ロータス）
- 縛り拷問覚醒 緊縛解禁 堀北実来（10月22日、バミューダ/妄想族）
- 素人バラエティ 湘南地元妻乳首責め＆素股抜きチャレンジ! 巨乳妻が「ごめんねぇッ」と子供に謝りながら、ギン勃起デカチンを一心不乱に膣に擦り付け発情! 罰ゲームのことなんか忘れて、自分から騎乗位で挿入! ナマ中出しをおねだり!!（10月24日、サディスティックヴィレッジ）
- 仕事から帰ったらお風呂に巨乳の女の子! 即フェラ即ハメ絶倫中出し! 従姉妹のデカパイに興奮して、上下のお口に発射した僕（10月24日、SWITCH）
- カリ首3センチを責め抜くフェラ手コキ 3（11月26日、SEX Agent/妄想族）
- HYPER FETISH ハイレグいやらしクィーン 堀北実来（12月3日、デジタルアーク）
- 隠れマゾ見つけた。自宅盗撮押し込みレ×プ後に逆ストーカーされたので追姦したら鬼畜チ◎ポ求めて家に来たドM女 堀北実来（12月3日、山と空/妄想族）
- 特別撮り下ろし≪100人乳もみナンパ≫リターンズ! vol.03 もう一度『おっぱいパワーで日本を元気にしよう!!』 巨乳女子を呼び出し→再度即揉み→→今度はSEXまで!! 恥じらう赤面素人娘の生おっぱいを揉んで口説いて路上ハメ! 二度目のおっぱい揉みで本番OKしてくれた巨乳女子5人のSEX映像を大公開!!（12月3日、DEEP'S）
- 愛が重すぎる妹の拘束乳首責め 逆夜這いでいいなりM男に調教された夜…（12月10日、BAZOOKA）
- 快楽求めてオナニー三昧! 動かぬ体で絶頂艶舞! 4 クネる淫体14選!（12月10日、セレブの友）
- 団地内立ちんぼ若妻! ホ別1.5? 自宅でヤレばホテル代無料! 交渉次第でNNOK!（12月10日、Hunter）
- アナル舐めてもいいですか? 8 お尻で悶絶する素人娘（12月10日、かぐや姫Pt/妄想族）
- 酔ったフリしてパンツ見せつけてくるあざとかわいい小悪魔女子に喰べられちゃったあの日（12月12日、SWITCH）
- 映画館でうっかり眠ってしまった美女にねっちょり手淫でサイレント失禁アクメ! 声の出せない状況で寸止め! 焦らしに耐えきれず静寂アクメで完堕ち!（12月13日、グーニーズ）
- 『セックス代行、承ります!』 代行サービスもここまで来た!? お電話一本でいつでもどこでも、アナタの代わりにセックス代行いたします! ※当店は風俗店ではございません。（12月20日、DOC）
- 【自撮り】どこでもオナ6 露出癖アリ変態素人10名 ファミレス・非常階段・公衆トイレ等の自宅外で全裸自慰（12月24日、S級素人）

- 一般男女モニタリングAV アナウンサーを目指す美人女子大生がタオル一枚男湯で突撃チ○ポリポートに挑戦! 男性客チ○ポに囲まれ恥じらいながらも生チン実況中にザーメン暴発ハプニング続出! しごいてしゃぶる超過激ミッションでオマ○コが疼いちゃって公開汗だく中出しSEX! 総発射15発（1月7日、DEEP'S）
- ヒワイすぎる裏オプメンエス嬢の悶絶快感エチエチ施術!! 紙パンツを突き破りそうなほどチ○ポを勃起させ! 男を狂わせる超寸止めオイルマッサージ! キ○タマ枯渇するほど精子を搾り取る神業ハンドテク!!（1月10日、赤面女子）
- ドクハラ健康診断 変態医師の卑猥な診察 スケベな検診で身体の隅々まで弄ぶ 長年付き添いの看護師とグルになって健康診断と称して女性の身体を…（1月10日、グーニーズ）
- ケツ穴のシワまで丸見えにして、アナタだけに見せつけるオナニーで激イキする15人の女たち! vol.4（1月14日、セレブの友）
- 空いてる映画館なのにボクの隣の席に美女が座ってきた! しかもお姉さんは痴女だった! 上映中、バレないようにボクのチ〇ポをいじくり倒してくる! 「シぃ～静かにしてください。他のお客さんに迷惑ですよ」 我慢の限界までサイレントSEXでザーメン搾取!（1月23日、FALENO TUBE）
- 巷でウワサの逆バニーが在籍している裏カジノに勇気を出して行ってみたらアタリだった! 勝っても負けてもヤリたい放題! やられたい放題! 淫乱ドスケベ変態バニーちゃんと中出しセックス!（1月23日、FALENO TUBE）
- 男も思わず喘ぐフェラテクの持ち主15名の撮り下ろしフェラチオ180分（2月4日、MAX-A）
- 無防備女 睡眠姦盗撮 II 4名捕獲（2月4日、ゲッツ!!ボンボン/妄想族）
- 子供と旦那が帰ってくるまで1時間 「妊娠してもいいから…中にいっぱい下さい」自宅で間男と中出しセックスを何度もしちゃう変態ママさん（2月11日、Hsoda）
- 都内某地域には夜な夜な一人でいるオトコを食い散らかす巨尻のモンスター痴女が出没するという噂が!! いきなり現れて誘惑しザーメンを好き放題搾り取る痴女を徹底SCOOP!!（2月11日、SCOOP）
- 一般男女モニタリングAV 自宅へ突撃訪問! 数珠つなぎSEX企画 素人女子大生がエグすぎる腰振り騎乗位で連続中出し! 「あなたよりエロい友達を紹介してください」 どんどんレベルがあがるエロ友の紹介で辿りついた性欲モンスターJDからはヤってもヤっても逃げられない! 中出し合計14発!（2月18日、DEEP'S）
- ちんシコ誘惑オナニー（3月15日、プリモ）
- 行列ができる! 大人気! 裏オプカフェ パッと見、どこにでもある普通のカフェなのになぜか連日大行列!? その理由とは、2回目の来店から大盛感覚で超過激でエッチな裏オプがつけられるんです!（3月20日、オフサイド）
- 玄関開けたら即騎乗位! おばさん淫魔たちと数珠繋ぎFUCK! 2年以上セックスレスの近所のおばさんたちに連日精子しぼられまくり! チ○ポ休む暇なし!（3月25日、Hunter）

### アダルトVR

#### 櫻茉日 名義
- 初VR! 出張先のゲリラ豪雨で新入社員と突然相部屋! 着替え中のチラ見え神乳に興奮した既婚者のアナタを引きずり込む不倫沼 櫻茉日（11月28日、OPPAI）

- 初めて彼女ができた僕にJcupの幼なじみが全肯定で教えてくれるSEXの練習VR 櫻茉日（1月4日、OPPAI）
- 美人店長に仕事を任され、終電をなくした僕。「うちに泊まりなよ」の誘いに応じたらノーパンノーブラの無防備すぎる部屋着に思わず勃起!! 櫻茉日（11月2日、SODクリエイト）
- 【8K超・超高画質VR】【おっぱい特化! 神乳専門店】101cmの神乳Jcup泡姫による昇天間違いなしの神乳ご奉仕フルコース! 【口内射精・胸射2発・挟射2発・中出し3発】【無制限発射OK! コンドームNG! 超最高級ソープランド】 櫻茉日（11月13日、こあらVR）
- 【お触り禁止! 本番NG!】 出張メンズエステでJcupのマシュマロ美爆乳エステ嬢が媚薬を盛られて早漏アクメ連発! 肉棒求めて自ら腰振るおチ○ポ中毒ガンギマリ嬢の愛液ダダ漏れオマ○コで一滴残らず搾取られた【挟射・中出し5発射・顔射】超キメセク 櫻茉日（12月5日、こあらVR）
- 密着しながらオナニーの応援をしてくれるVR（12月15日、AQUA）
- 「ようこそ夜限定のオナクラ部へ!!」 定時制だけの秘密の部活で囁き手コキをして責めるとろイキ密着オナクラ部 櫻茉日（12月29日、KMPVR）

- 乗っかられながら一緒にオナニー（1月5日、AQUA）
- ムンムンの熱気と魅惑のHcup爆乳で射精デトックス 会員限定快感サポート極楽サウナ 櫻茉日（1月20日、KMPVR-彩-）
- 可愛すぎる神おっぱいジムトレーナー 櫻茉日のやりすぎ密着トレーニング指導! これで君もムキムキになれる!? レベルSSS級 神かわ爆乳えちえちトレーナー まひるちゃんとめっちゃ頑張れるドスケベ筋トレVR（6月17日、HMN WORKS）
- 1発で虜のレベルSSS級めーっちゃカワイイJカップ爆乳アイドル神エステ嬢 まひるんのトッロトロ特濃オイルで脳汁ドバドバ噴き出す生本番中出し痙攣セックスする超高級VIPメンズエステ体験VR 櫻茉日（11月18日、HMN WORKS）

#### 堀北実来 名義
- 【SEX禁止なのに本番出来ると噂】のおっパブで人気 & 爆揺れ美爆乳No1神乳JカップS級キャストが誘惑生挿入懇願オ・ネ・ガ・イ! お店に内緒でデカパイ揉み放題ハメ放題中出し放題! 【素股手コキ・中出し3発】裏オプSPECIALコース! 堀北実来（2月14日、こあらVR）
- えっソープ部…? 押しに弱いボクは巨乳誘惑に負けて… 毎日ローションまみれでおっぱい密着二輪車プレイで実験台に… 最高の大学デビュー体験 美園和花 堀北実来（2月15日、kawaii*）
- 催眠アプリ 隣のJcup新婚巨乳妻を発情させたら性欲爆発! 一滴残らず精子を絞りとられたボク 堀北実来（4月10日、P-BOX VR）
- 顔面の距離感 25 センチ! 超至近距離でガン見オナ指示（5月10日、AQUA）
- パンスト尻ディルドオナニー（5月24日、AQUA）
- 爆乳J-cupエステティシャンの容赦ないオッパイ密着施術でフル勃起! ボクだけの発射無制限 堀北実来（5月29日、P-BOX VR）
- オマ●コ食い込み! 美少女オナニー! ゼロ距離ガン見VR（5月29日、P-BOX VR）
- おチ●ポに絡みつく舌使いをノーモザイクでじっくり味合うディルドフェラVR（5月29日、P-BOX VR）
- 美女8人のケツ穴くぱぁ～を近距離ガン見VR 3（7月10日、P-BOX VR）
- セックスが溶け込んでいる日常「常に性交」ヤリ放題痴●電車（12月5日、SODクリエイト）

### アダルト配信
- 【Iカップ豊満ボディ】揉みごたえのある乳と尻を携えた性欲強めパティシエ降臨! ご無沙汰セックスに淫らな音が止まらない!! ネットでAV応募→AV体験撮影 2005 まひる 23歳 パティシエ（7月23日、シロウトTV）
- 【肉感むっちりIカップ!!】【濃厚こってりSEX】 マシュマロみたいなI(アイ)カップの癒し系ゆるふわ美容師アシスタントとサボり旅!! 乳の主張が激しすぎて、いてもたってもいられない撮影班ww → ソッコーでホテルインからの下ネタで誘導! こんなわがままBODYを1年以上持て余していたなんて… 1年ぶりのSEXに腰が止まらず激イキ!! 中出しにパイズリに、抜き散らかさせていただきました。：今日、会社サボりませんか? in 渋谷 まひるちゃん 22歳 美容師のアシスタント（7月24日、プレステージプレミアム）
- 生挿入が大好きなIカップ美爆乳グラドルまひるちゃん《新人グラドルがマネージャーにマジ惚れ! 業界のタブーをブチ破る2連中出し密会♪》 まひる / 22歳 / グラドル（7月26日、MOON FORCE）
- 百戦錬磨のナンパ師のヤリ部屋で、連れ込みSEX隠し撮り 301 まひる 22歳 美容師  知り合った当初からどうにかモノにしてやりたいと思ってた爆乳黒髪ムスメを自宅に連れ込み! 週3はするというオナニーでしっかり鍛えられてるオマ●コは中イキを連発! ピストンの度に揺れるおっぱいは部屋中に隠されたカメラで余すことなくREC!!（7月30日、ナンパTV）
- 【爆乳界のパウンド・フォー・パウンド】Jカップ、池袋、ノーブラ、じゅーだいの柔肌、パイズリ、コスプレSEX。【ぱいぱいズリ子。】まひる・Jカップ (19歳) 大学生（8月19日、BOING）
- ラグジュTV 1714 篠崎メイカ 27歳 グラビアモデル  男なら誰しも視線を奪われる! 衝撃のバスト101cm美女が登場! 敏感すぎるマ●コを突かれると淫靡な音を響かせてハメ潮連発イキ乱れ!（9月24日、ラグジュTV）
- MAHILU (sth067)（10月4日、素人ホイホイSH）
- M.Z (hhl070)（10月4日、素人ホイホイLOVER）
- まひる(18)吹奏楽部【ワイシャツがはち切れ寸前の爆乳HカップJ●】【金髪&キラキラネイルがかわいいイマドキGAL】【ちんちんを包み込む乳圧たっぷりパイズリ】【後先考えず彼ぴのザーメンを子宮に中出し】【少しズラせばすぐポロる極小ビキニ着用→大量パイ射】【早朝おはようフェラで口内発射】（10月5日、しろうとまんまん）
- 【Z世代ギャルが魅せるド迫力Hカップ】売れない限界グラビアアイドルの個撮に潜入→「お金くれるならいつでもセックスOKっ♪」肉感むっちりわがままBODYをフル活用して枕営業しまくりの超淫乱ヤリマンビッチww 張りのある爆乳を揉んで吸って挟んで揺らす! おっぱい無双の乱交パーティー! 特農中出し × 大量パイ射でドロッドロ7連発!!【訳アリZ世代.18 まひる】（10月16日、SUKEKIYO）
- 【『超豊満Iカップ × 5P乱交』初の複数プレイに性欲剝きだしイキ狂いパーリナイ】興味本位から富裕層が開催する乱交パーティに参加!! 視られるだけでグチョ濡れな変態マ●コに生チン挿入…! 上下串刺しアクメにガチイキ自ら中出し懇願…!! ノンストップでオイル塗布→高まる感度に激潮まき散らしひたすらチ●ポにヨガリまくる…! 最後は4連続濃厚ザーメン顔射FINISH…! 【あまちゅあハメREC＃ひな＃クラリネット奏者】（10月24日、MOON FORCE）
- 絶頂中に音速ピストンで逝きじゃくる失神突き中出し性交 櫻茉日（11月3日、BonキュンBon）
- 超無敵えんこうせい 櫻茉日（11月17日、ノースキンズ）
- まひるちゃん（11月28日、おっぱいちゃんず）
- 【色白爆乳Iカップ】みちるちゃん(23) 歯科衛生士 グラドル級のスーパーボイン! 敏感BODY! 癒しロリ顔! PJには珍しいサービス精神旺盛な子に無許可でガッツリ中出しして! 【パパ活】（12月6日、ep.0）
- 【癒しの爆乳ナース】驚異のデカ乳Iカップ看護師を彼女としてレンタル! 口説き落として本来禁止のエロ行為までヤリまくった一部始終を完全REC!! 汗だくパイズリinプライベートサウナで昇天!! ホテルでも最強おっぱいを堪能しまくる恋人いちゃいちゃSEX!! ピルのみ看護師の生マ◯コにどっぷり中出し!! 【レンタル彼女】 まひるちゃん 26歳 看護師（12月17日、プレステージプレミアム）
- まひるさん (oreco550)（12月18日、俺の素人-Z-）
- 【Hカップ美爆乳エチョナサンタ!!】 爆弾超乳のドスケベボデイ美女が参戦!! エロコスはめ撮りで好きピ濃厚ご奉仕フェラ & パイズリでバチバチどエロTIME突入!! コスってドピュ♪ 裸でおかわり生挿入アゲイン!! 連続昇天なまなまハメ撮り!! 【バキバキしろうと_04】 グラビア級の美爆乳サンタ娘 / さくら / 22歳（12月19日、プレステージプレミアム）

- マヒル（1月3日、素人ペイペイ）
- まひる (instc523)（1月7日、いんすた）
- 【噂のドHカップ淫乱エステティシャン登場!】【爆乳! 爆振! 爆濡れ! オイル施術で爆勃起不可避!!】【基盤!? 奥突きアクメ泣きじゃくりナマSEX連発!!】【これぞヤリマン!! これがヤリマン!!】 ガチエロ爆乳Hカップエステティシャンが登場!! 特製オイルエステ施術で神レベルの快楽の園へサービス!! サービス!! / ヤリマンGP / 027 まひる / 24歳 / Hカップの爆乳エステティシャン!! お客様を魅了するオッパイオイル施術で… 生ちん事故!? 挿入で連続昇天!!（1月7日、プレステージプレミアム）
- まひる (orev075)（2月8日、俺の素人-Z-）
- 高橋アナ（3月8日、E★ナンパDX）
- H・M (oreco642)（3月12日、俺の素人-Z-）
- 某携帯ショップスタッフMさん (oremo158)（3月13日、俺の素人-Z-）
- 堀北さん (oreco673)（4月9日、俺の素人-Z-）
- みくる (scute1447)（4月12日、S-Cute）
- ミクル（4月26日、HimeMix）
- まひるちゃん（5月5日、寝取らせ屋）
- みくる (esdx062)（5月10日、E★素人DX）
- 【龍が還る地・川越】最強ランクSSR級! 爆乳Hカップレイヤーと聖地巡礼! 一緒に撮影していると、ふわふわエロ巨乳でバフがかかって僕の○ンチンが強力アタッカーに!? 最後はホテルでおっぱいブルブル揺らしながら痙攣爆イキ!? 世界観が崩れるので衣装は最後まで絶対脱がしません! 聖地巡礼レイヤー × ハンター 第5話 爆乳IカップのSSR級美女レイヤー まひるさん（5月19日、プレステージプレミアム）
- レイカ 媚薬おもらしマッサージ（5月25日、素人ギャラリー）
- サキ 裸族 (sraz012)（5月25日、素人ギャラリー）
- みく (erofc271)（5月30日、恋愛カノジョ）
- お水な感じのボインビッチちゃん（6月5日、鳥パコ）
- まき & ふゆね（6月17日、イカセ素人）
- ミクル（6月27日、ピクチン）
- みくる (erofc277)（7月15日、恋愛カノジョ）
- 家まで送ってイイですか? case.251 都丸さん / 25歳 / 元・グラドル 【Icupの衝撃! 姉妹でグラドルの衝撃! 合わせて200cmバストの衝撃!】 押せばOK! セクハラがスイッチ! ヌルゲーヤリマン! ⇒ あれ? 消えた? オレのが消えた? チ●コ360度接触パイズリ ⇒ お漏らしザコマ●コ! 早漏イキ! 『ダメ! もうイッてるってば～!』⇒ 私の将来の夢は… カワイイ人妻になりたい!（7月19日、ドキュメンTV）
- 【AKNRフェティシズム】Swimsuit fetishism 完全着衣 競泳水着の女 「競水のモッコリを責めて飛び出した精子は飲んであげるね」 堀北実来（7月25日、AKNR）
- 密着取材 暴発必至! 気持ちいいが止まらない! 手袋コキメンズエステ 「搾り取った精子は飲ませていただきます」 エステティシャン 堀北実来さん 23歳（8月8日、AKNR）
- 【ゆるふわでキツマンの矛盾】エロい顔でおじにすり寄る爆乳ちゃん。全身モチモチのモテ肌で、チ●ポ挿れたら勝手に動いて勝手にイキまくってくる全自動アクメ式マ●コ。 爆乳タレント Mちゃん（8月13日、プレステージプレミアム）
- サトウさん (pstl027)（8月24日、素人ギャラリー）
- ミクルさん (smjz047)（9月10日、素人ムクムク-人妻-）
- りなさん & みくるさん (smjh021)（9月21日、素人ムクムク-ハーレム-）
- 実来 (ewdx504)（10月9日、E★人妻DX）
- みくるさん & あすなさん (oreco857)（10月9日、俺の素人-Z-）
- 【予約困難】都内近郊にある超人気温泉旅館の美人巨乳コンパニオンの極楽裏サービス エリン（10月18日、まんまんランド）
- K.H (srgt045)（11月1日、しろうとガチャ）
- K.H 2 (srgt046)（11月1日、しろうとガチャ）
- MIKURU (smjs038)（11月4日、素人ムクムク-職-）
- まひるchan (srom122)（11月5日、素人まっちんぐ）
- みらい (refuck120)（11月29日、Re:Fuck）
- 【潜入調査】巨乳メンエス嬢に大金積んだら本番セックスできるのか検証しようと思ったらノリノリで痴女ってくる変態女だったので我慢できずに生中出しちゃいましたwww あまち（12月3日、まんまんランド）

- （仮）暗黒109さん (ankk109)（1月10日、暗黒）
- 推定Jカップ女 (srgt099)（1月10日、しろうとガチャ）
- 爆乳Mさん (gerk630)（2月5日、ゲリラ）
- 人妻さん052 (hdsn052)（2月8日、人妻さん）
- H.Mさん（仮） (sbkd013)（3月3日、素人バキバキ動画）

### イメージビデオ
櫻まひる 名義
- ふんわり（2021年1月20日、ラインコミュニケーションズ）[2]
- 気まぐれ仔猫のまひる…（2022年1月21日、竹書房）[13]

櫻茉日 名義
- まひるのまほう 櫻茉日（2022年10月28日、Superlative）

### 写真集
- まひるとにゃんにゃん 櫻茉日写真集（2022年10月25日、ジーウォーク、撮影：太田清隆）ISBN 978-4-86717-499-9

### デジタル写真集
- れいむ 櫻茉日 vol.01 ～ vol.04（2022年11月7日、ジーウォーク、撮影：太田清隆）
- ホテル密会 #04 櫻茉日（2023年1月13日、日本ジャーナル出版、撮影：吉場正和）
- 優美【グラビア写真集】櫻茉日（2023年8月11日、プレステージ出版、撮影：ナカヤマトモアキ）
- 優美【ヌード写真集】櫻茉日（2023年8月11日、プレステージ出版、撮影：ナカヤマトモアキ）
- DokkiriQueen 櫻茉日（2024年7月18日、シーガル）
- DokkiriQueen 櫻茉日 B（2024年10月31日、シーガル）
- More Exciting Girls 櫻茉日デジタル写真集（2024年12月8日、文友舎、撮影：前村竜二）

## 出演

### ラジオ
- ラジオのアナ〜ラジアナ/深夜3時のヒロイン（2022年12月22日、12月29日、FM NACK5）

### 映画
- エツコ・ブランニュー・デイ（2024年12月5日、オーピー映画、監督：小関裕次郎）- 仲本エツコ 役[6]

### 舞台
- GIGAスーパーヒロインライブ Vol.26（2025年3月1日、秋葉原From Scratch）- アクセルガールアーシアン/フォンテーヌ 役[14]